# Śląsk Opolski
Śląsk Opolski, Opolskie, Opolszczyzna (śl. Ôpolski Ślōnsk, niem. Oppelner Schlesien, cz. Opolské Slezsko) – niejednoznaczne określenia regionu administracyjnego, którego głównym miastem jest historyczna stolica Górnego Śląska – Opole.
W pierwotnym znaczeniu termin Śląsk Opolski był używany jako synonim rejencji opolskiej, tzn. oznaczał część Górnego Śląska w ramach państwa niemieckiego w okresie międzywojennym. Obejmował m.in. Gliwice, Zabrze i Bytom.
Śląsk Opolski może być rozumiany jako zachodnia część historycznego Górnego Śląska, która wskutek procesów historycznych nabrała odrębnych cech i charakteru od wielkoprzemysłowej wschodniej części. Współcześnie termin Śląsk Opolski rozumie się często jako obszar tożsamy z województwem opolskim  i używa zamiennie z terminem Opolszczyzna. W tym znaczeniu obejmuje on także m.in. Brzeg i Namysłów, które historycznie należą do Dolnego Śląska oraz skrawki województwa, które w ogóle na Śląsku nie leżą.
Nazwą Śląsk określano początkowo krainę zamieszkałą przez Ślężan i z czasem (XII–XIII w.) zaczęto tak nazywać całą prowincję obejmującą ziemie dzisiejszego Dolnego Śląska. Ziemie na wschód od Przesieki Śląskiej określano raczej jako „obszar opolski”, „Opolskie” (de Opol), a od XIII w. jako „księstwo opolskie” (ducatus Opoliensis). W poł. XV w. zaczęto stosować pojęcia Dolny Śląsk (dawny Śląsk) oraz Górny Śląsk (dawna ziemia opolska, Opolskie). Terminy Śląsk Opolski i Opolszczyzna pojawiły się jednak dopiero w XX w.

## Śląsk Opolski w różnym znaczeniu i kontekstach
Ustalenie dokładnych i konkretnych granic Śląska, jak również granic wewnętrznych tej krainy, przysparza trudności. Obszary wyznaczone przez czynniki polityczne, etniczne i kościelne, tworzące daną krainę historyczną, powinny się ze sobą pokrywać, tymczasem na Śląsku na przestrzeni wieków zgodność ta była zakłócana wskutek wojen, zmian granic państw i diecezji. Kluczowym i jednocześnie najbardziej zmiennym był czynnik polityczny.
Szczególne problemy z ustaleniem, jak dokładnie rozumieć Górny Śląsk pojawiły się w czasie powstawania współczesnych państw narodowych. Skutkiem arbitralnego podziału całego Śląska w XVIII w., a następnie Śląska Austriackiego i Śląska Pruskiego po I wojnie światowej, było powstanie nowych subregionów. Powstały terminy m.in. Śląsk Cieszyński, Ostoberschlesien, czy właśnie Śląsk Opolski. Przy tworzeniu podziału administracyjnego ani strona niemiecka, ani polska, ani czeska, nie brały ściśle pod uwagę podziałów historycznych. Na przestrzeni dziejów, pod różnymi władzami, pojęcie Górnego Śląska wcale nie było jednoznaczne.

### Śląsk Opolski jako rejencja opolska
Według historyka Bernarda Linka terminu Śląsk opolski użył prawdopodobnie jako pierwszy Eugeniusz Romer w trakcie I wojny światowej. Oznaczał on rejencję opolską. W latach 20. XX w. termin Śląsk Opolski (pisany już dużą literą) oznaczał nadal rejencję opolską, ale już bez powiatów przyłączonych do II Rzeczypospolitej po plebiscycie. Według innych źródeł autorem terminu był Piotr Pampuch. Nazwa Śląsk Opolski zastępowała określenie „niemiecki Górny Śląsk”, którego strona polska używała niechętnie. Analogicznie w Niemczech stworzono termin Ostoberschlesien (Wschodni Górny Śląsk), aby nie musieć mówić o „polskim Górnym Śląsku”.
Forma niemiecka Oppelner Schlesien pojawia się już w latach 60. XX wieku w niemieckich tytułach i streszczeniach polskich publikacji naukowych wydawanych przez Instytut Śląski w Opolu. Funkcjonująca już w obiegu naukowym i wśród tłumaczy forma ta zostaje przyswojona przez organizującą się mniejszość niemiecką w województwie opolskim, która w 1990 roku utworzyła Towarzystwo Społeczno-Kulturalne Niemców na Śląsku Opolskim (Sozial-Kulturelle Gesellschaft der Deutschen im Oppelner Schlesien).

### Śląsk Opolski jako historyczne obszary księstwa opolskiego
W Geografie Bawarskim z IX w. można odnaleźć informację, że na obszarze dzisiejszego Dolnego Śląska zamieszkiwały plemiona Dziadoszan i Ślężan, a na południowy wschód od Ślężan, odgrodzony Przesieką Śląską, mieszkał lud Opolan. W XII w. pojęcie Śląsk odnosiło się do obszaru na zachód od Przesieki Śląskiej. Wraz z rozbudową administracji prowincji kościelnej nazwa ta zaczęła odnosić się do obszaru dzisiejszego Dolnego Śląska. Piastowie rządzący na Dolnym Śląsku używali tytułu książąt Śląska, natomiast na wschód mieścił się „obszar opolski”, „Opolskie”, rządzony przez książąt opolskich. Stąd pojęcie Śląsk Opolski stosowane bywa w odniesieniu do historycznych obszarów księstwa opolskiego czy opolsko-raciborskiego , które to można uznać za rdzeń późniejszego Górnego Śląska.
Rozróżnienie na Opolszczyznę i Śląsk zanikło w połowie XV w. Wówczas z samym pojęciem Śląska zaczęto kojarzyć jeszcze większy obszar, włączając terytorium księstw górnośląskich. Było to spowodowane m.in. śląską organizacją kościelną na tych ziemiach i faktem, że władcy Czech po przejęciu księstw śląskich nazywali siebie „panami Śląska”. Aby uwzględnić dawne podziały, w XV w. pojawiły się terminy Dolny Śląsk (łac. Silesia Inferior) oraz Górny Śląsk (łac. Silesia Superior) oznaczający dawną Opolszczyznę. Mając na myśli cały Śląsk, posługiwano się wówczas terminem oba Śląski (łac. Utraque Silesiae).

### Śląsk Opolski jako województwo opolskie

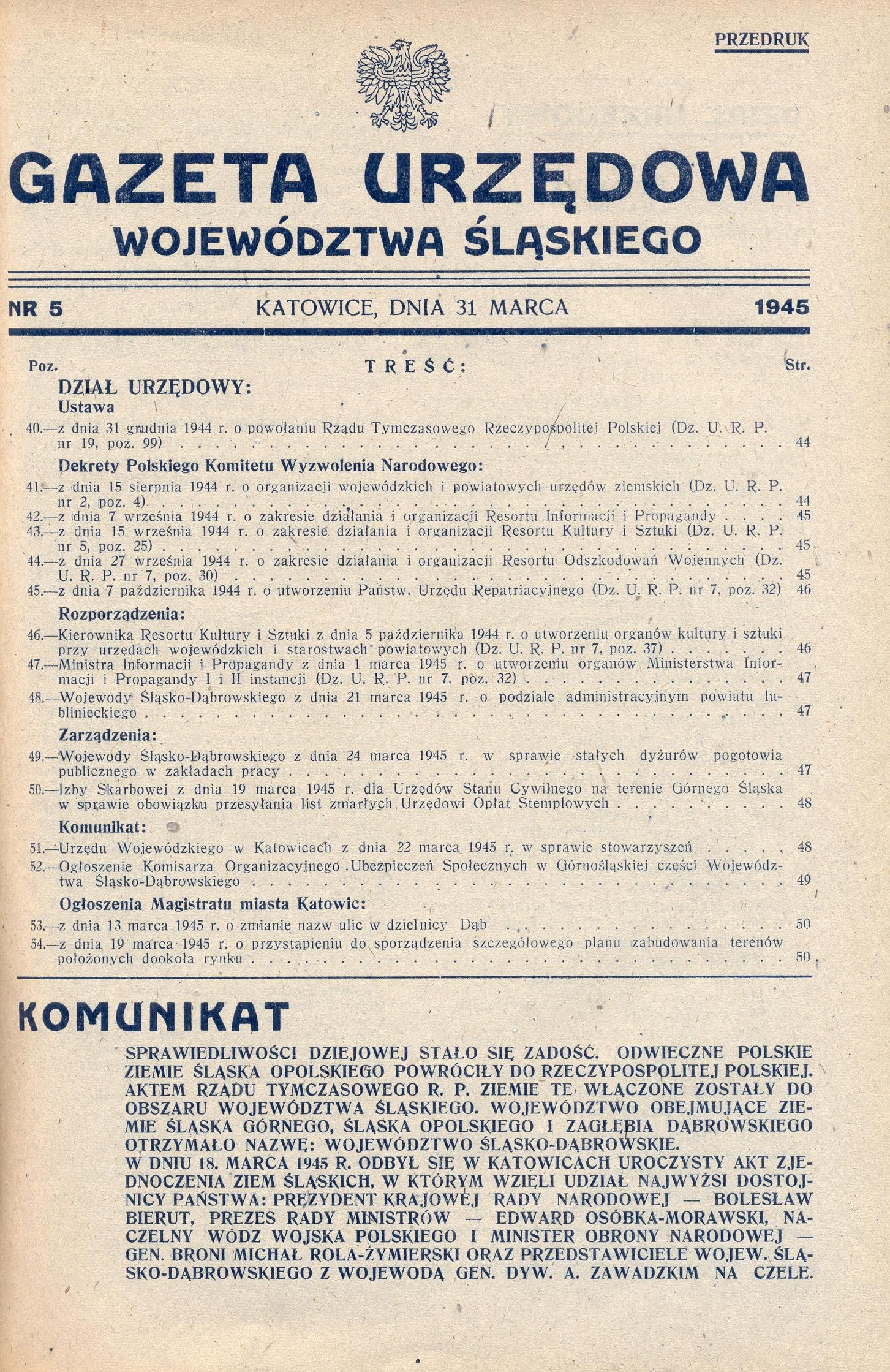
Odezwa o przyłączeniu Śląska Opolskiego do Polski (1945)

Wiosną 1945 Śląsk znalazł się niemal w całości w granicach państwa polskiego. Utworzono województwo śląsko-dąbrowskie, które obejmowało przedwojenny polski Górny Śląsk, Zagłębie Dąbrowskie i dawną rejencję opolską. Powiaty brzeski i namysłowski należały wówczas do województwa wrocławskiego. W 1950 powołano województwo opolskie obejmujące obszar przedwojennej rejencji opolskiej z wyłączeniem wielkoprzemysłowych powiatów: bytomskiego, gliwickiego i zabrzańskiego, oraz bez powiatu dobrodzieńskiego. Przyłączono za to dwa dolnośląskie powiaty – brzeski i namysłowski. W 1975 odłączono od województwa opolskiego powiat raciborski na rzecz województwa katowickiego, oraz część powiatu oleskiego na rzecz województwa częstochowskiego. W 1999 powiat oleski wrócił do województwa opolskiego , razem z gminą Praszka i gminą Rudniki należącymi historycznie do ziemi wieluńskiej.
Oprócz tradycyjnych przymiotnikowych nazw obszarów regionalnych, jak Opolskie, powstały później także nazwy z przyroskiem –(szcz)yzna. Nazwa Opolszczyzna istnieje od co najmniej lat 50. XX w. Tego typu toponimy z formantem –szczyzna są z punktu widzenia gramatyki języka polskiego poprawnie utworzonymi od przymiotnika ze zrostkiem przymiotnikowym -ski (jak: lubelski → Lubelszczyzna, suwalski → Suwalszczyzna, rzeszowski → Rzeszowszczyzna, etc.) Wbrew czasem spotykanym opiniom nazwa Opolszczyzna nie jest rusycyzmem.
Ze względu na kwestie etniczne i charakter gospodarki czasami w świadomości społecznej umiejscawia się Opolszczyznę wręcz poza Górnym Śląskiem (choć to w Opolu mieściła się historyczna stolica Górnego Śląska). U niektórych autorów spotyka się podział wewnętrzny powojennego Śląska na Dolny Śląsk, Górny Śląsk i Śląsk Opolski.

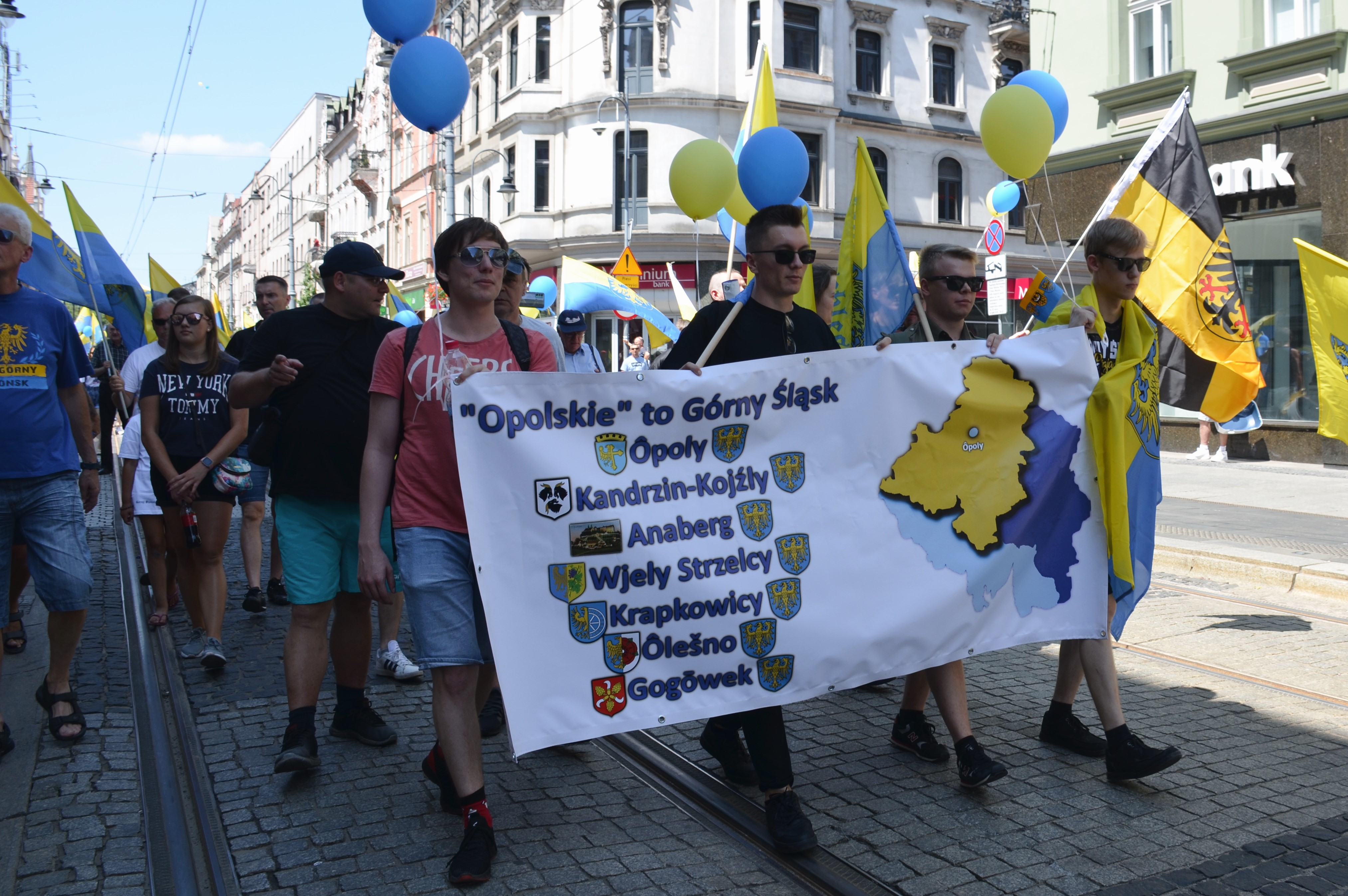
Grupa aktywistów na Marszu Autonomii w Katowicach z transparentem podkreślającym przynależność większości województwa opolskiego do Górnego Śląska

Z kolei inni autorzy, podkreślając jedność historycznego Górnego Śląska, sprzeciwiają się nawet określaniu województwa opolskiego „Śląskiem Opolskim”, czy „Opolszczyzną”. Przedstawiciele Ruchu Autonomii Śląska sprzeciwiają się w ogóle używaniu nazw Śląsk Opolski czy Opolszczyzna, ponieważ uważają je za sztuczne pojęcia z czasów komunistycznych, wymyślone po to, aby podzielić Górny Śląsk i ściślej kontrolować mieszkających na tym obszarze Ślązaków i Niemców. Postulują scalenie ziem Górnego Śląska jako historycznie i kulturowo związanych ze sobą.
Od 1991 działa Związek Gmin Śląska Opolskiego z siedzibą w Opolu zrzeszający 33 gminy z województwa opolskiego, który podjął się zadania gromadzenia, przetwarzania i przekazywania informacji w zakresie rozwoju społecznego i gospodarczego, doradztwa, szkoleń i wymiany doświadczeń, promocji gmin.

### Obrona województwa przed likwidacją

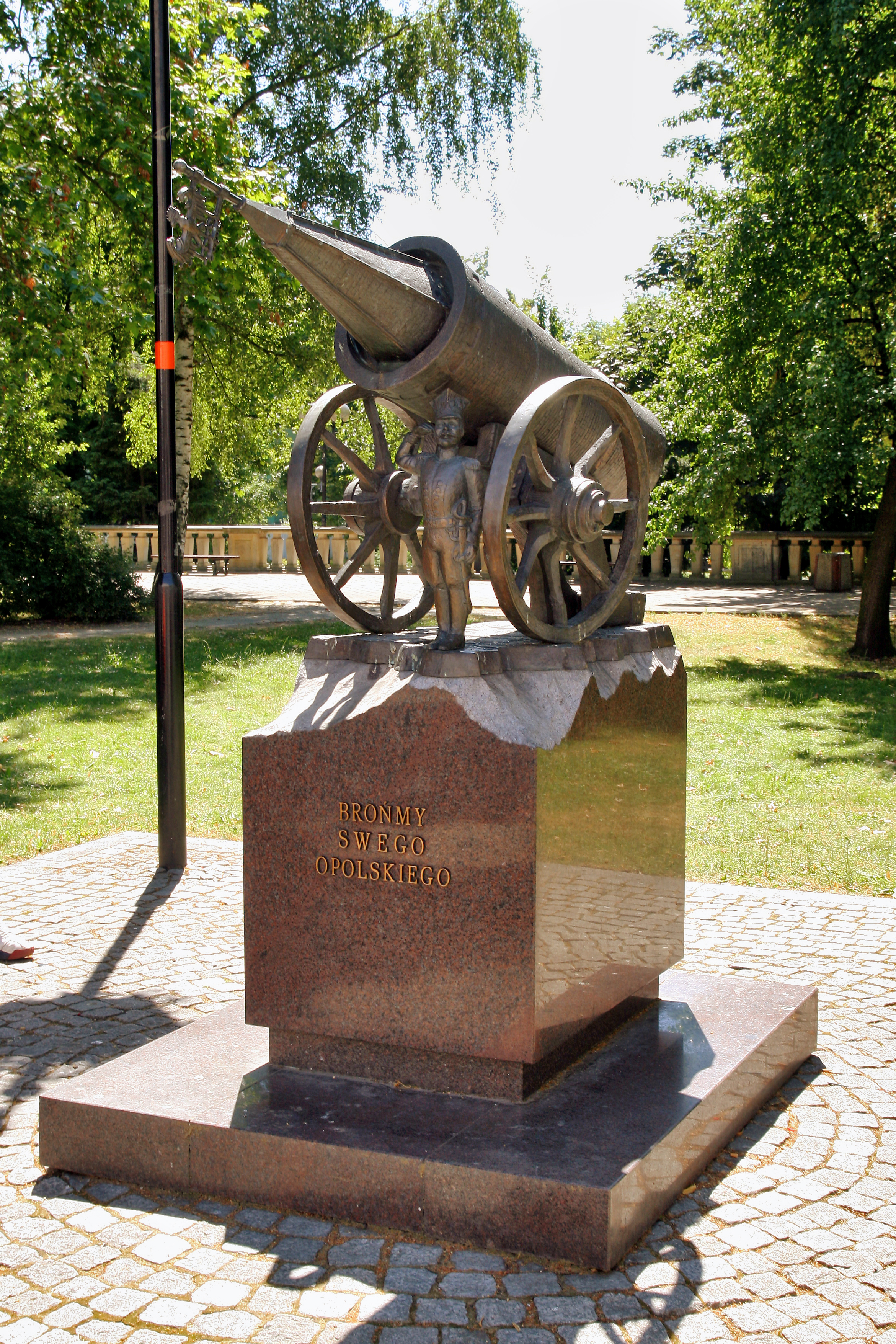
Pomnik na Placu Wolności w Opolu upamiętniający walkę mieszkańców Opolszczyzny o zachowanie województwa opolskiego z hasłem „Brońmy swego Opolskiego”

W obliczu planów likwidacji województwa opolskiego w 1998 ujawniła się wręcz zaskakująco silna więź regionalna i determinacja w walce o jego utrzymanie. Odrębnego województwa zgodnie bronili opolscy politycy, samorządowcy, środowisko naukowców  i lokalne media . Obywatelski Komitet Obrony Opolszczyzny wspólnie z Towarzystwem Społeczno-Kulturalnym Niemców na Śląsku Opolskim zebrali 200 tys. podpisów pod protestem przeciw likwidacji województwa. Kulminacyjnym momentem było utworzenie tzw. łańcucha nadziei – wzdłuż najważniejszej drogi przecinającej region kilkadziesiąt tysięcy ludzi, trzymając się za ręce, demonstrowało poparcie dla zachowania własnego województwa. Przytaczano argumenty m.in. o przywiązaniu mieszkańców do regionu opolskiego i poczuciu dumy z niego, mówiono o wielokulturowości obszaru, a w ramach historycznych argumentów powoływano się na księstwo opolsko-raciborskie. Wyrażano obawy przed utratą podmiotowości i marginalizacją regionu Śląska Opolskiego, jeśli miałby być on podzielony przez województwa ze stolicami w Katowicach i Wrocławiu. Ostatecznie w lipcu 1998 uchwalono ustawę o podziale kraju na 16 województw, w tym województwo opolskie.

## Regionalizacja fizycznogeograficzna Śląska Opolskiego
Około 75% obszaru Śląska Opolskiego (rozumianego jako województwo) zajmuje najbardziej wysunięta na południe część Nizin Środkowopolskich – fragment Niziny Śląskiej (północna, środkowa oraz południowo-wschodnia część Opolszczyzny) oraz skrawek regionu Nizin Południowowielkopolskich (rejon Byczyny wchodzący w skład Wysoczyzny Wieruszowskiej). Do makroregionu Niziny Śląskiej na obszarze Opolszczyzny należą mezoregiony: Kotlina Raciborska, wschodnia i środkowa część Pradoliny Wrocławskiej, Równina Opolska, Równina Oleśnicka, Równina Grodkowska, Dolina Nysy Kłodzkiej, Równina Niemodlińska oraz Płaskowyż Głubczycki. Pod względem ukształtowania powierzchni Śląsk Opolski jest rodzajem niecki, której centralną, najbardziej obniżoną częścią jest dolina Odry. Na południowym zachodzie niziny są domknięte Sudetami Wschodnimi (mezoregion Góry Opawskie), oraz Przedgórzem Sudeckim (mezoregiony: Przedgórze Paczkowskie, Obniżenie Otmuchowskie i Wzgórza Strzelińskie). Od wschodu niziny ogranicza krawędź Wyżyn Śląsko-Krakowskich z mezoregionami: Chełm i Próg Woźnicki.

## Historia

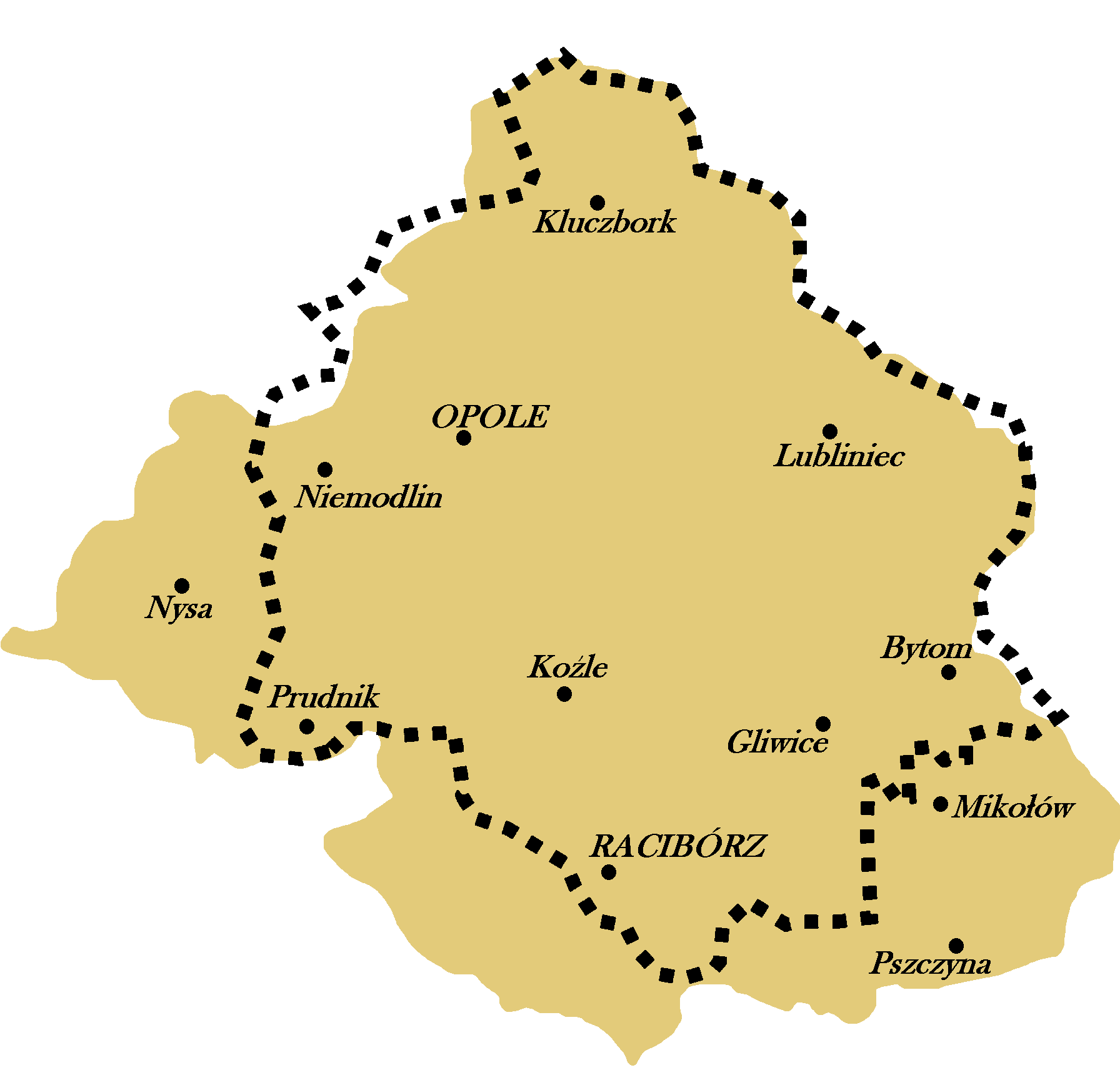
Księstwo opolsko-raciborskie pod koniec życia Jana II Dobrego na tle późniejszej niemieckiej prowincji Górny Śląsk

W uproszczonym ujęciu można stwierdzić, że Śląsk Opolski na przestrzeni dziejów należał do następujących organizmów państwowych :
- czeskiej monarchii Przemyślidów (921–990)
- polskiej Piastów (990−1339)
- czeskiej Luksemburgów i Jagiellonów (1339−1526)
- austriackiej Habsburgów (1526−1763)
- pruskiej Hohenzollernów (1763−1918)
- państwa niemieckiego (1818−1945)
- państwa polskiego (od 1945)[4] .

Uchwałą Rady Ministrów Rządu Tymczasowego Rzeczypospolitej Polskiej z 14 marca 1945 roku na terenach Śląska Opolskiego, które zostały włączone do Polski w wyniku II wojny światowej, powstał Okręg Śląsk Opolski, w którym władzę mieli sprawować specjalni pełnomocnicy, wyposażeni w szerokie kompetencje. 15 sierpnia 1945 prymas kardynał August Hlond wydał postanowienie o ustanowieniu odrębnej Administratury Apostolskiej Śląska Opolskiego ze stolicą w Opolu i wyznaczenie pierwszego administratora – ks. Bolesława Kominka.
Okres Republiki Weimarskiej sprzyjał rozwojowi idei samorządu terytorialnego. Przeprowadzane spisy ludności podporządkowane były celom politycznym, spis z 1910 wykazał blisko 582 tys. osób podających język polski jako ojczysty i tylko ponad 51 tys. polski i niemiecki (dwujęzyczni). Spis z roku 1925 wykazał już tylko ponad 151 tys. osób podających język polski jako ojczysty i 384 tys. dwujęzycznych. Był to wynik polityki germanizacyjnej, presji politycznej, ekonomicznej i administracyjnej.

## Miasta
Największe miasta współczesnej Opolszczyzny:
| Lp. | Herb | Miasto            | Ludność (30 czerwca 2020) | Powierzchnia 31 grudnia 2017 (km²) |
| --- | ---- | ----------------- | ------------------------- | ---------------------------------- |
| 1.  |      | Opole             | 128 012                   | 148,88                             |
| 2.  |      | Kędzierzyn-Koźle  | 60 383                    | 123,71                             |
| 3.  |      | Nysa              | 43 580                    | 27,51                              |
| 4.  |      | Brzeg             | 35 491                    | 14,61                              |
| 5.  |      | Kluczbork         | 23 396                    | 12,35                              |
| 6.  |      | Prudnik           | 20 887                    | 20,50                              |
| 7.  |      | Strzelce Opolskie | 17 766                    | 29,97                              |
| 8.  |      | Namysłów          | 16 650                    | 22,61                              |
| 9.  |      | Krapkowice        | 16 105                    | 21,01                              |
| 10. |      | Głuchołazy        | 13 435                    | 6,83                               |

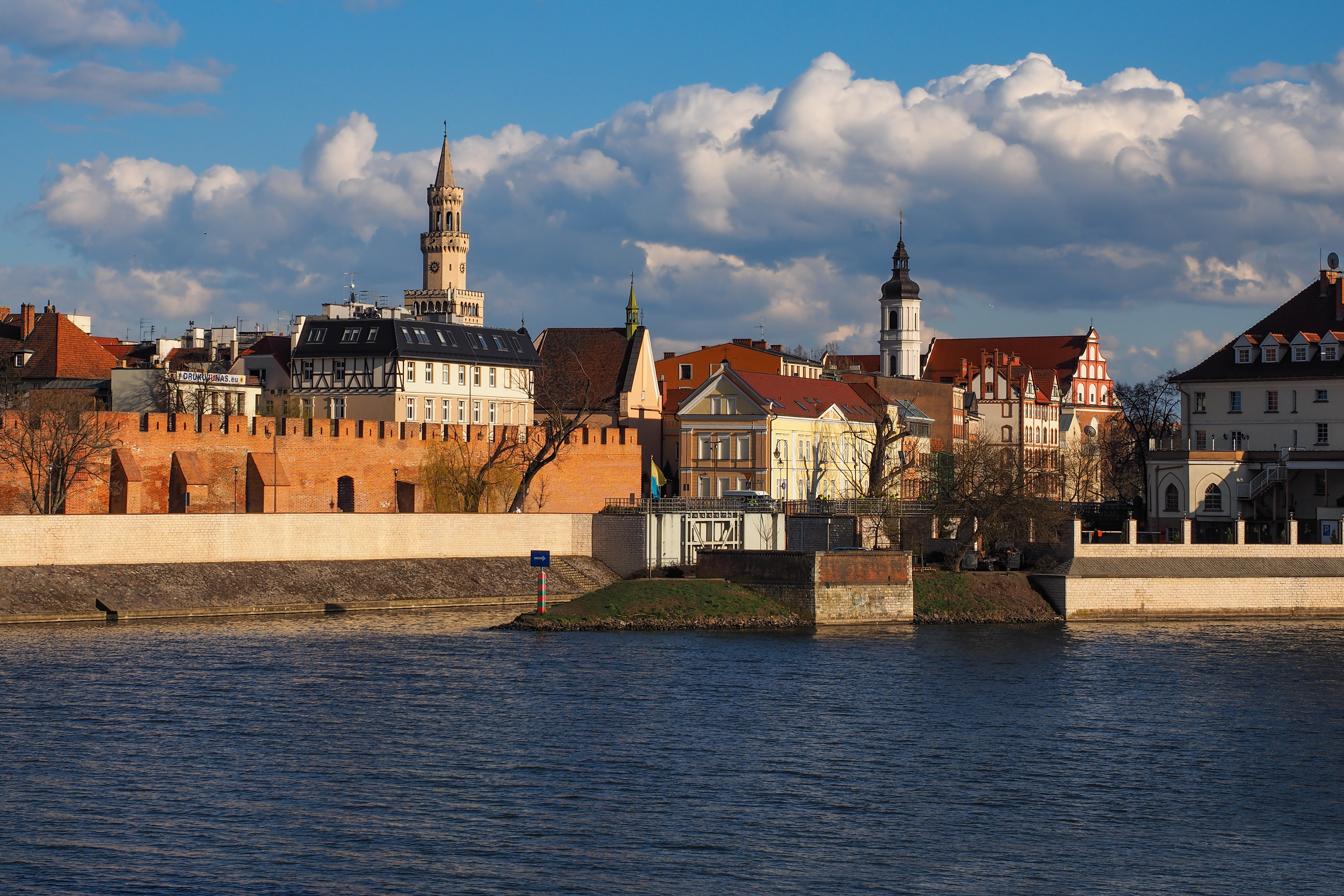
Opole
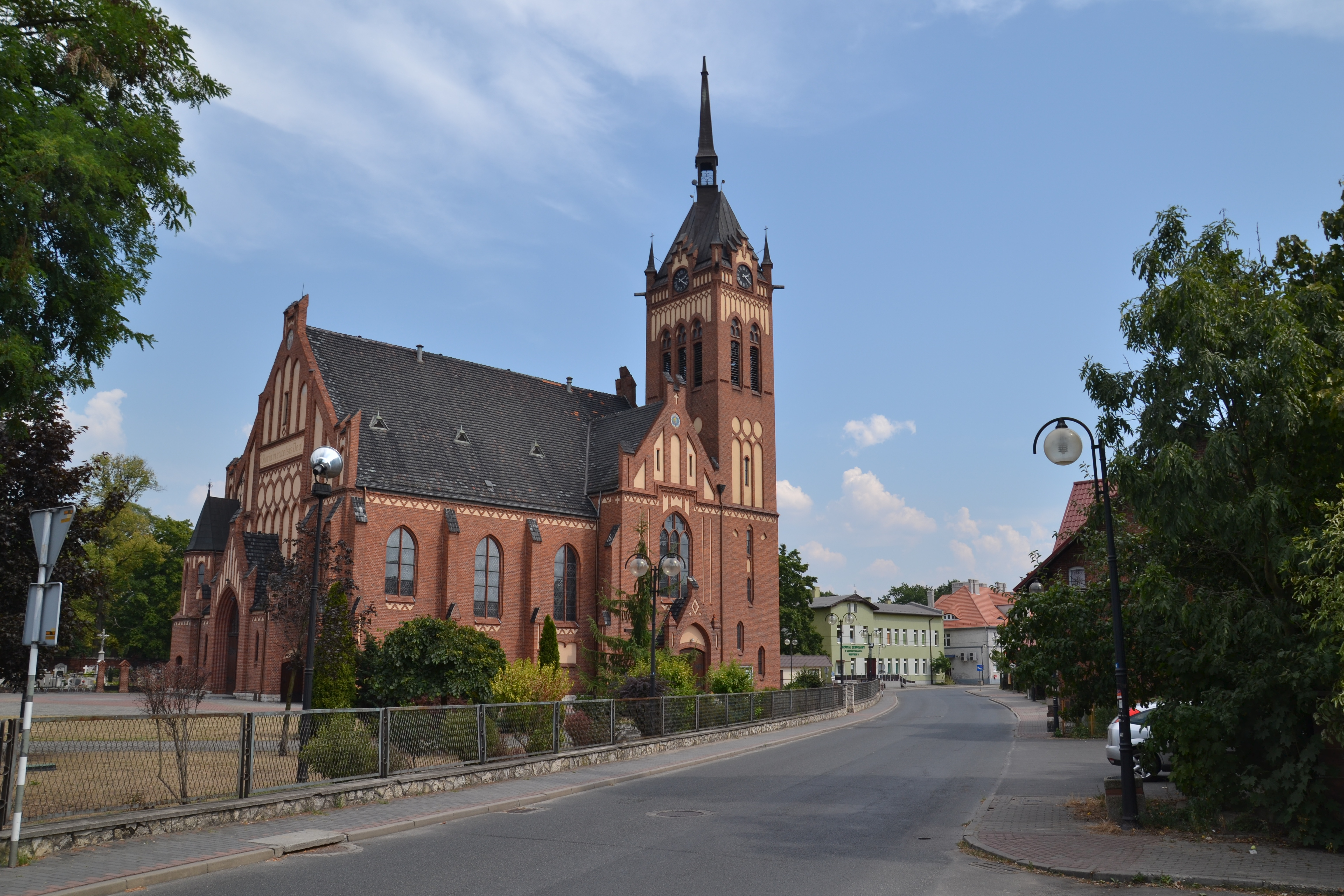
Kędzierzyn-Koźle
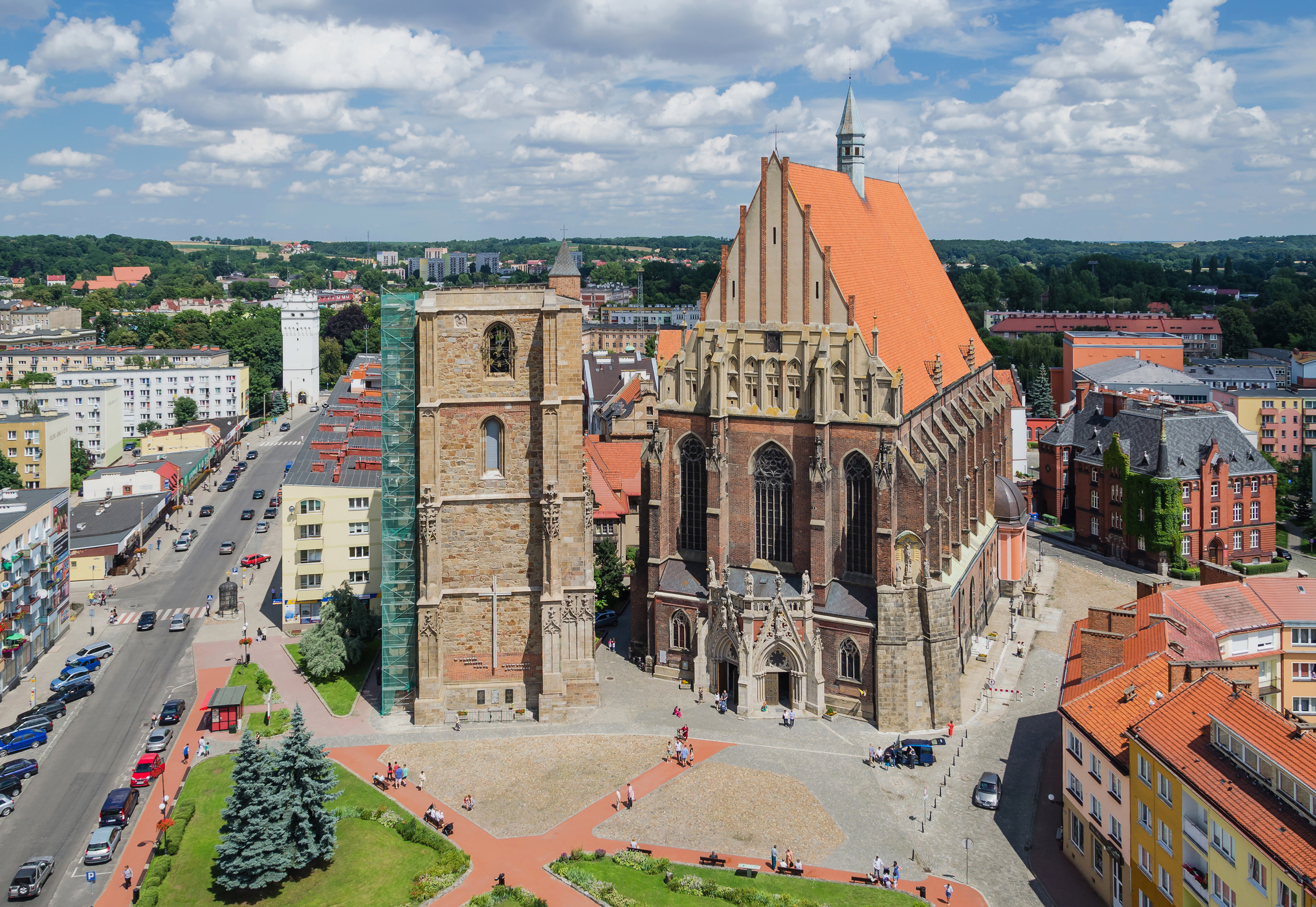
Nysa
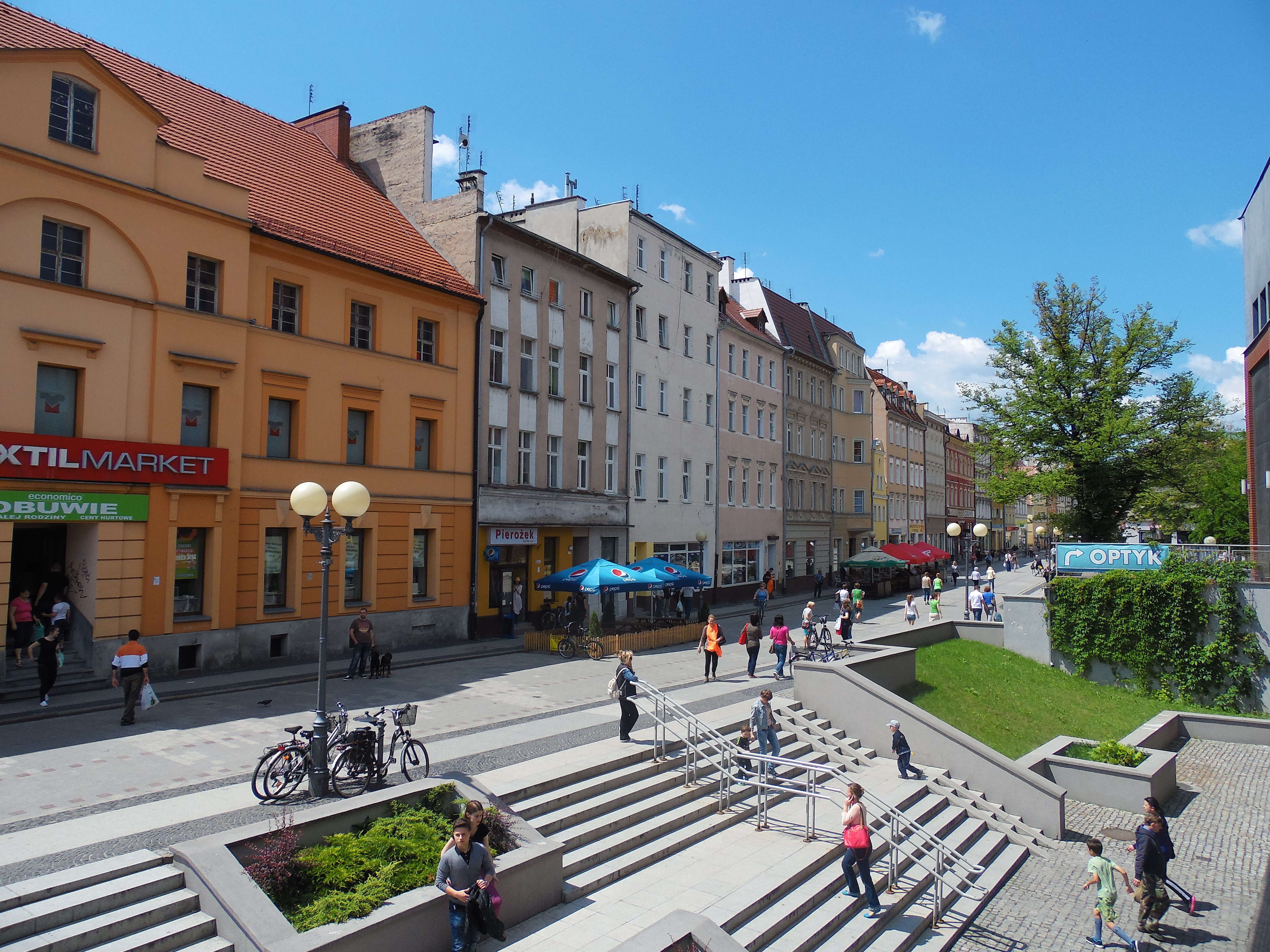
Brzeg
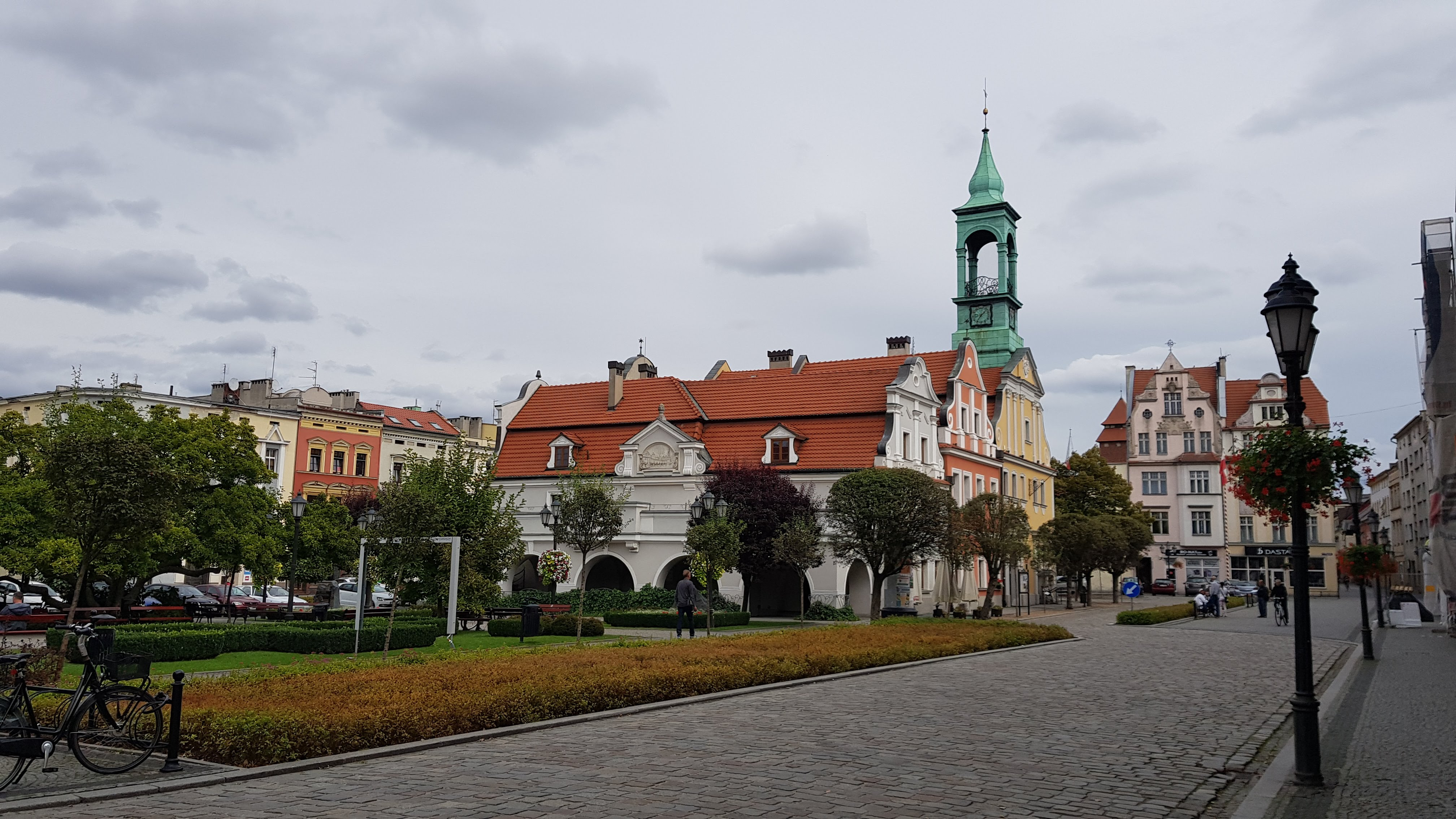
Kluczbork
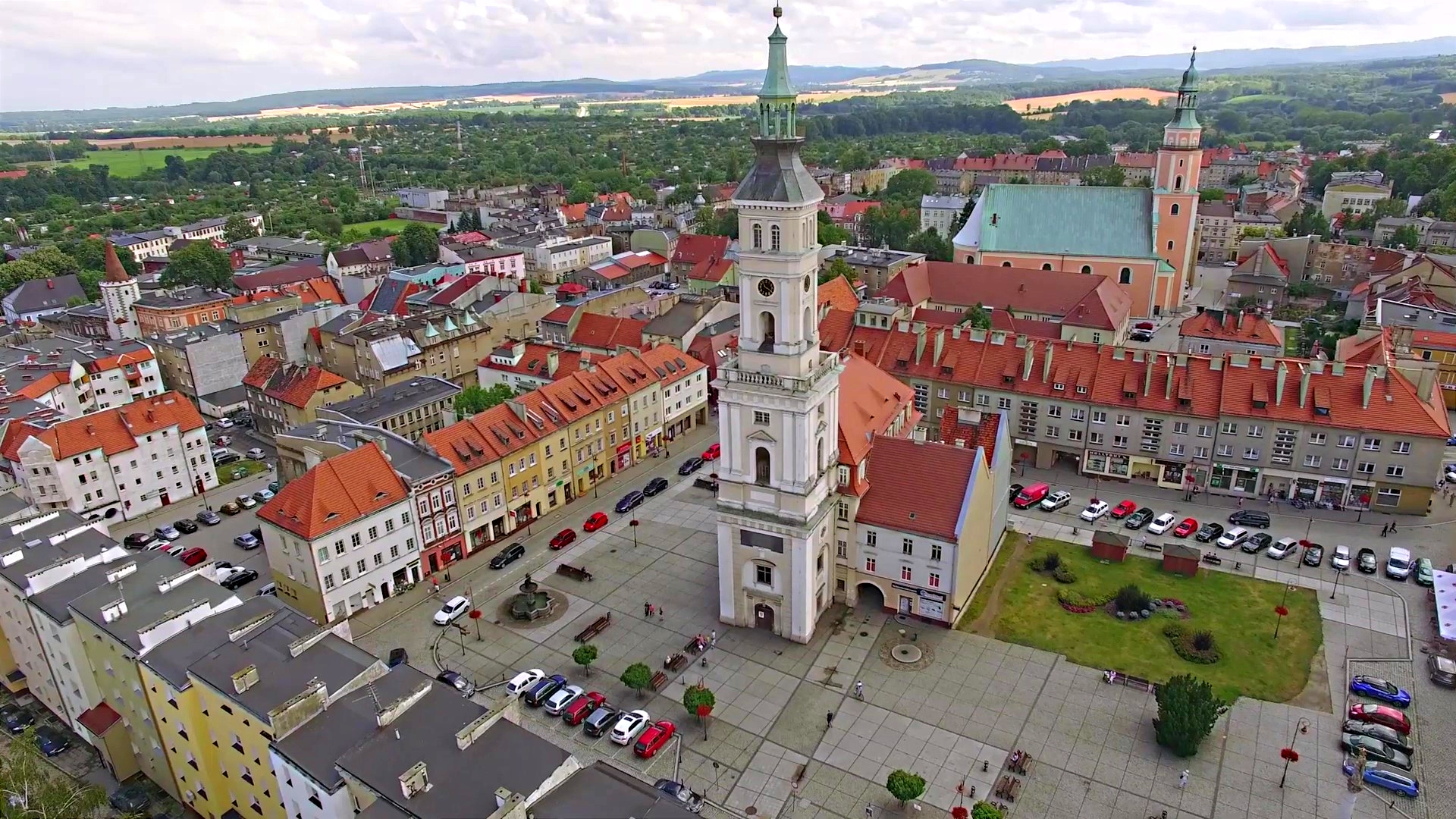
Prudnik
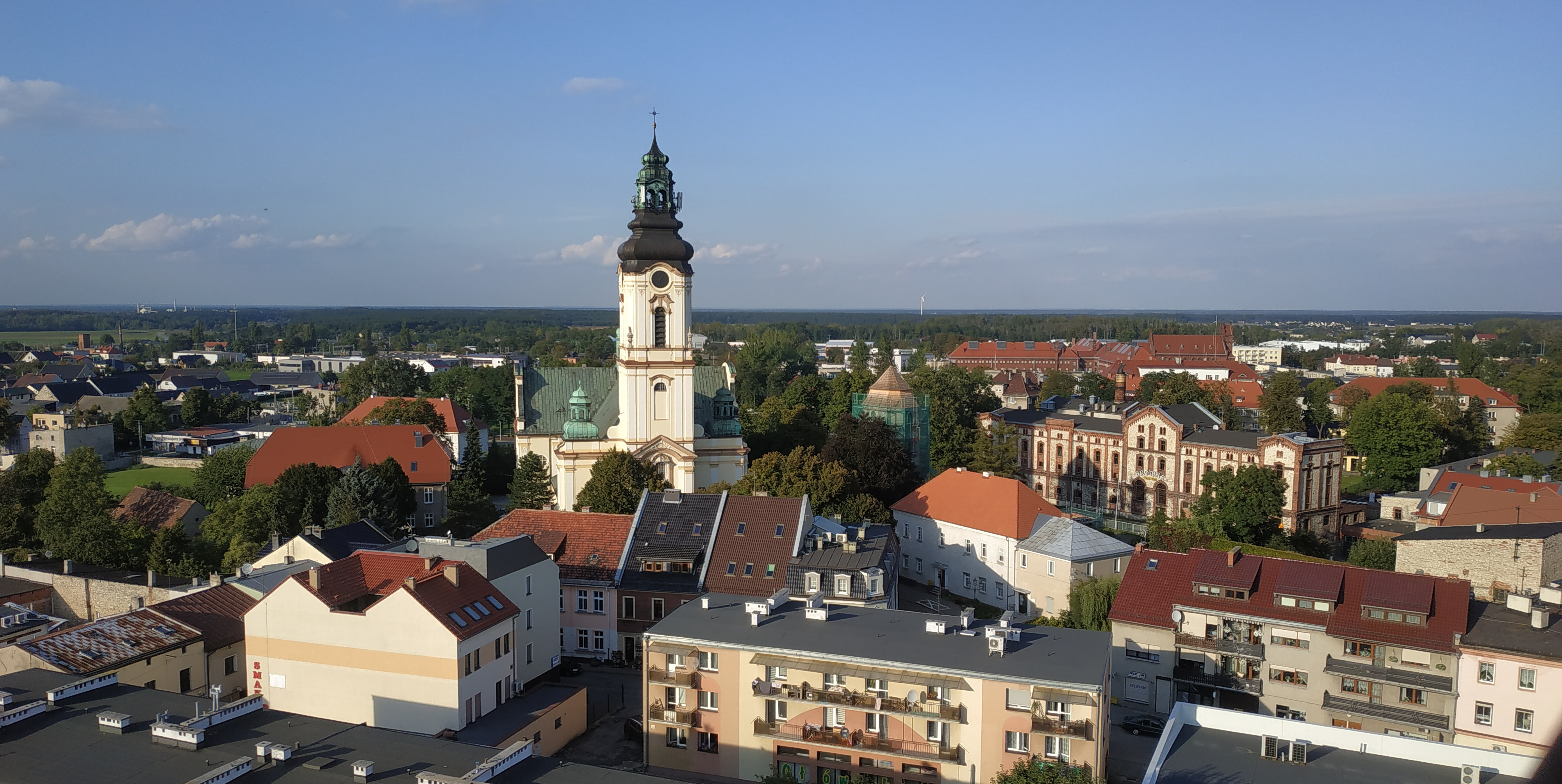
Strzelce Opolskie

## Ludność

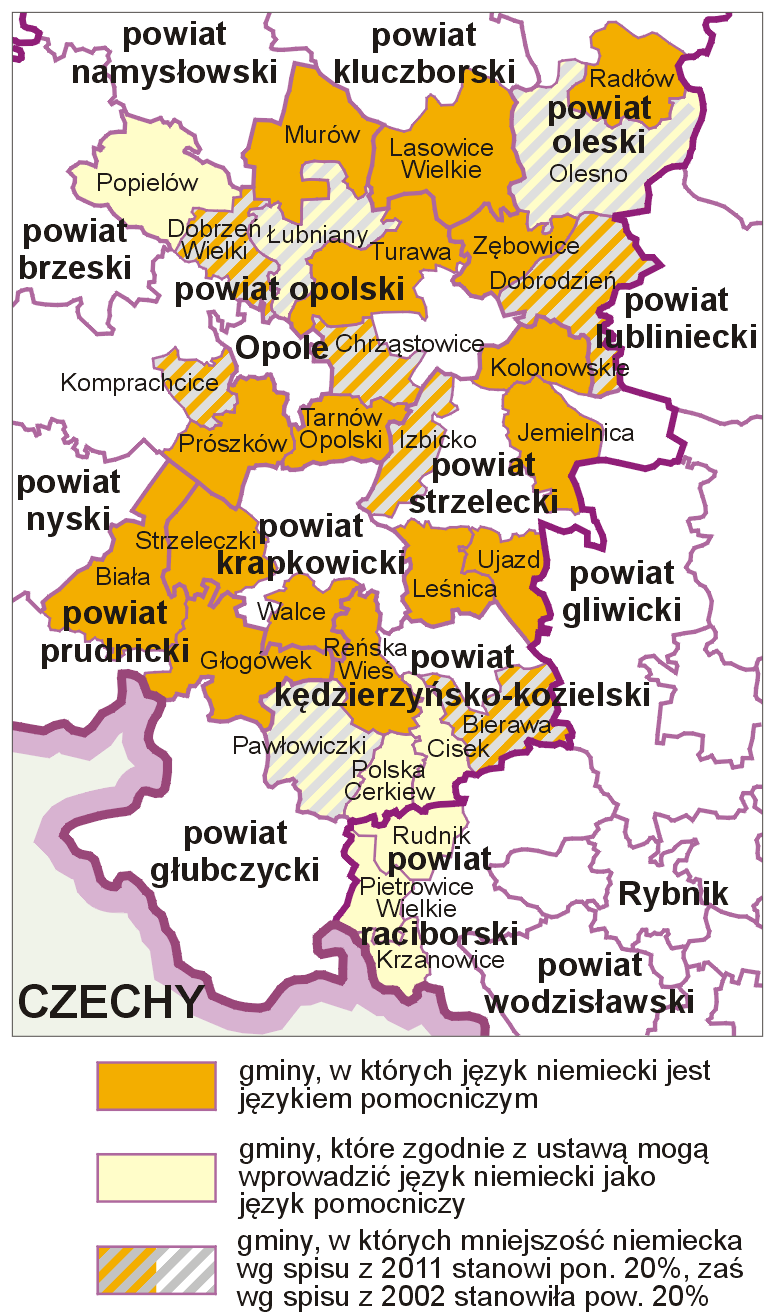
Gminy na Śląsku Opolskim w których wprowadzono lub można wprowadzić język niemiecki jako urzędowy język pomocniczy

Na Śląsku Opolskim mieszkają głównie grupy narodowościowe: Polacy, Niemcy, Czesi oraz grupa ludności określająca się jako Ślązacy w znaczeniu osobnej narodowości. W Polsce nie jest uznawana narodowość śląska, podobnie w Czechach. Większość Niemców mieszka w okolicy Prudnika, Krapkowic, Opola i Strzelec Opolskich.
Przy analizowaniu sytuacji socjologicznych panującej na początku XX wieku podkreśla się, że Ślązacy ze Śląska Opolskiego nie posiadali rozwiniętej świadomości narodowej i przekonania o uczestnictwie we wspólnocie narodowej. Elementem jednoczącym tę zbiorowość była więź regionalna. Poza nieliczną grupą otwarcie manifestującą swą polskość, autochtoniczni Ślązacy ze Śląska Opolskiego pielęgnowali swe polskie elementy kulturowe nie jako wyraz łączności z narodem polskim, lecz jako elementy miejscowego folkloru i swojskiej kultury, dzięki której mogli odróżnić się od Niemców.
Z drugiej strony znane są wyniki spisów narodowych z początku XX wieku (1910) gdzie 53% ludności rejencji opolskiej zadeklarowało język polski jako język ojczysty (nie była to jednak deklaracja narodowościowa).
Jednym z elementów tożsamości kulturowej rodzimych Ślązaków są używane przez nich gwary, które od wieków pozwalały rozpoznawać swoich i obcych. Wzmacniają one spójność grupy, a ich wyzbycie się równoznaczne jest z porzuceniem wspólnoty. Jednakże należy zwrócić uwagę, że autochtoni z ludnością napływową używają języka literackiego, a gwarami posługują się w rodzinie i obrębie własnej zbiorowości. Na terenie Śląska Opolskiego występują gwary: niemodlińskie, prudnickie, opolskie, oleskie.
Wśród autochtonicznych Ślązaków istnieje silna więź z własnym małym terytorium i jego społecznością lokalną. Badania socjologiczne przed 1990 r. wykazały jednak, że ponad 50% autochtonów na Śląsku Opolskim za ziemię rodzinną uważa swoją miejscowość lub okolice. Wykazano, że Ślązaków cechuje silna orientacja lokalna i regionalna i słaba orientacja na Polskę jako ojczyznę. Charakterystyczne jest przywiązanie do rodzinnych stron i niechęć do migracji w inne regiony Polski. Podstawą emocjonalnej więzi do rodzinnych stron jest silne poczucie zakorzenienia swojej rodziny, która mieszka tu od pokoleń.